# Paul Joseph Watson

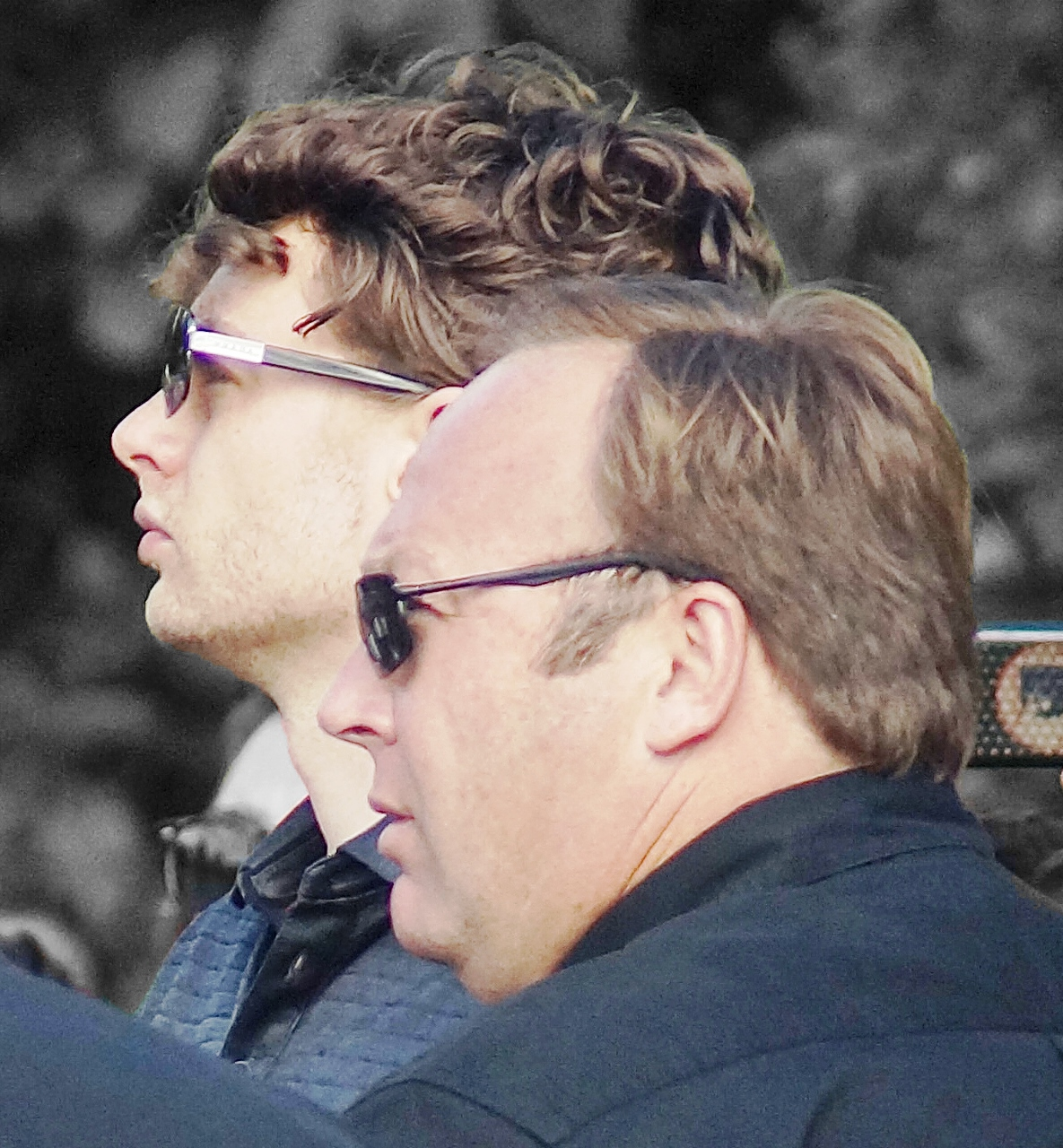
Alex Jones și Paul Joseph Watson

Paul Joseph Watson (n. 24 mai 1982; de asemenea, cunoscut și sub abrevierea PJW) este o personalitate de media alternativă pe YouTube, gazdă radio, scriitor și teoretician englez. Acesta este „Editor-at-Large” al Infowars.com, o publicație online de dreapta, care de asemenea promovează teorii de conspirație despre politica americană și cea internațională. PJW este, de asemenea, și un colaborator la talk-show de radio The Alex Jones Show, unde ocazional fie găzduiește sau co-găzduiește cu gazda radio și teoreticianul american Alex Jones.
Watson este de asemenea un YouTuber popular, canalul său cu un conținut preponderent conservator și libertarian, numărând peste 1,6 milioane de abonați (aprilie 2019).

## Poziție politică
Watson a fost descris drept unul dintre „comentatorii de dreapta al erei digitale”. El s-a auto-descris anterior ca libertarian și l-a sprijinit pe Ron Paul în alegerile prezidențiale din Statele Unite din 2012. Într-un tweet din 2016, el a menționat că nu se mai considera libertarian pentru că Gary Johnson „făcuse din termenul libertarian – o stânjenire”. Într-un post pe Facebook, în noiembrie 2016, Watson s-a descris ca membru al „noii drepte” pe care o consideră a fi diferită de alt-right („dreapta alternativă”). Watson s-a mai referit la sine ca un conservator și consideră conservatorismul modern ca o mișcare contra-culturală.

## Vezi și
| - Stefan Molyneux - Carl Benjamin - Alex Jones - Milo Yiannopoulos | - Steven Crowder - Mark Dice - Gavin McInnes |